# 武漢體育中心
武漢體育中心位於武漢西南，總佔地1580畝。武漢體育中心包括56,201座的主體育場（球場共有54,289個普通坐席，466個貴賓坐席，120個殘疾人坐席，1008個包廂和318個媒體坐席），兩片標準訓練場，以及東、西、南三個廣場，並有1.3萬座體育館和3500座游泳館及休閒廣場、商務區、全民健身等配套設施。2002年至今，該中心先後承辦了20場國內大型體育賽事和近20場大型演出，曾作为武汉卓尔队的主场。现作为武汉三镇队主场。
2020年1月，發生新冠肺炎疫情，武汉體育中心被用做方艙醫院，收治輕症病患，3月8日關艙，累计收治病人1056人，累计治愈出院875人，累计转院181人，实现了医护人员零感染，患者零病亡，后于10月1日重新开放，10月4日更有7500名觀眾群聚觀看武汉当代2020姚基金慈善籃球赛。

## 體育場區

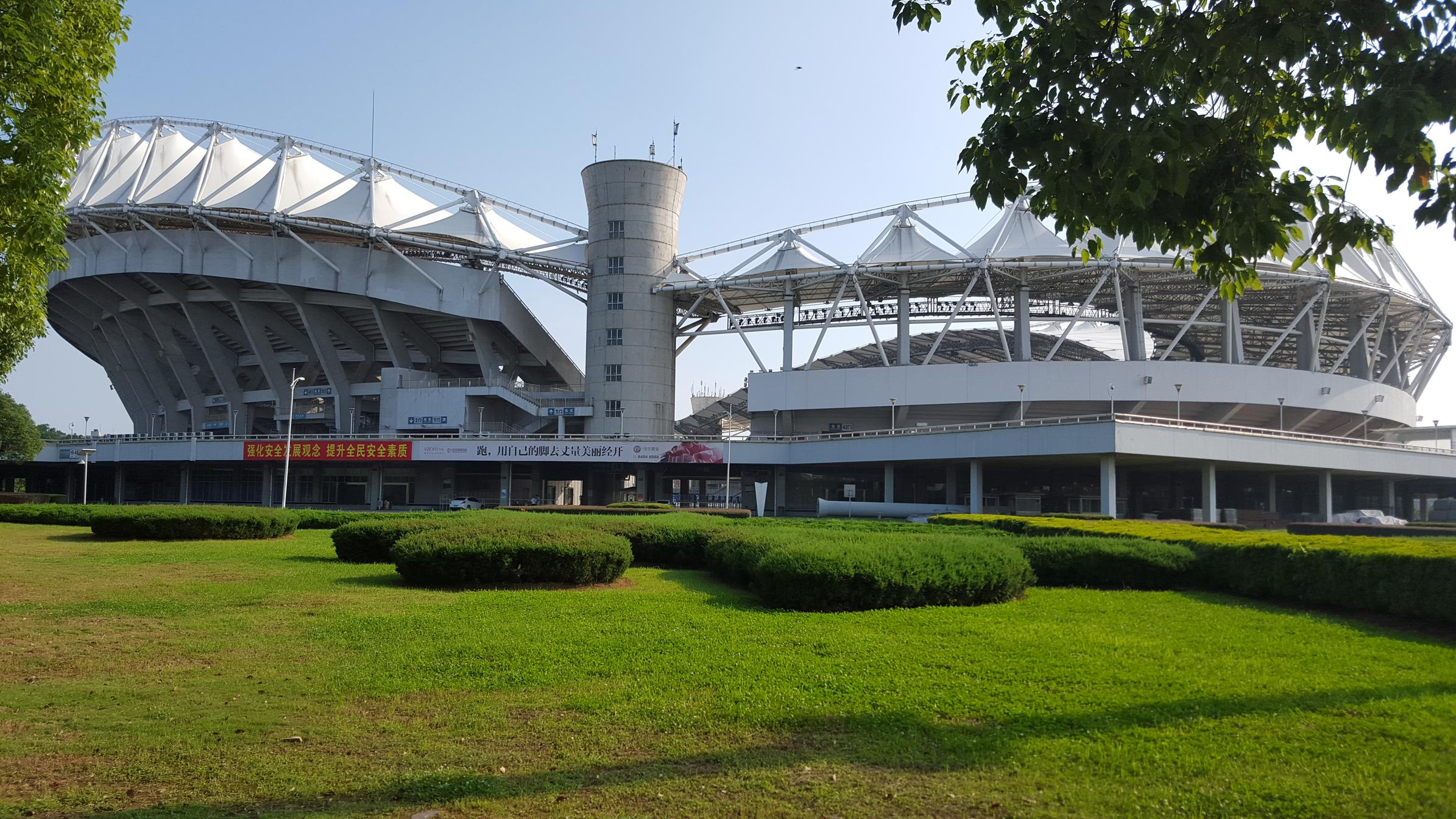
體育場

體育場總建築面積為80,445平方米，由標準天然草坪足球場和橡膠田徑場組成，標準天然草坪足球場擁有地下供熱和自動噴灌系統；其田徑場設有8條標準400米跑道和9條直道，跑道面層選用國際奧委會認可的意大利蒙多橡膠卷材。功能用房分為貴賓接待區、競賽管理區、媒體工作區、場館管理區、觀眾區等五大功能區域。

## 體育館區

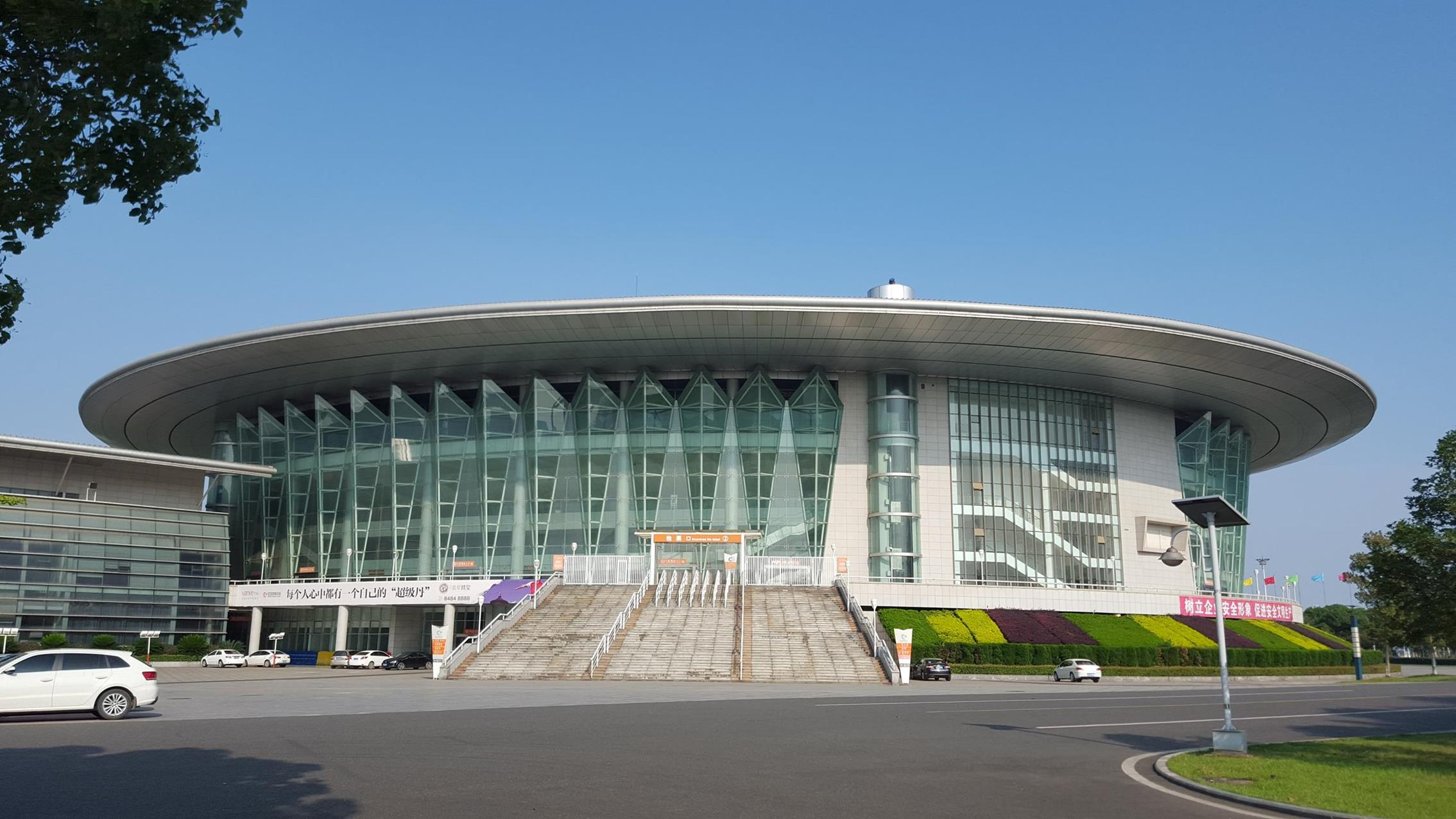
體育館

體育館由設有13,000座位的綜合性室內比賽館及附屬訓練館組成。體育館分為五個相對獨立的功能區，即貴賓接待區、媒體工作區、競賽管理區、場館管理區、觀眾區。內場長軸兩端的兩塊全彩LED顯示屏單屏面積為59.61平方米，目前為華中地區最大單塊屏，能滿足實況轉播、播放視頻信號、插播文字信息、賽事信息、廣告、動畫等要求；場地擴聲採用實體建模及數字建模的方式進行聲學設計，在滿足競技比賽要求的前提下，能達到演藝廳的聲學效果。現時亦用作電子競技場館。二期建设的武汉体育中心体育馆于2004年12月29日正式开工，2007年4月全面竣工。体育馆总占地面积228830m2，总建筑面积50736m2。

## 游泳館區
游泳館包括一座3200餘座的綜合性室內游泳跳水館及全民健身中心。游泳館由十道國際標準比賽池、國際標準跳水池及五道國際標準恆溫訓練池組成。分為5個相對獨立的功能區，即競賽管理區、貴賓接待區、媒體工作區、場館管理區和觀眾區。

## 举办活动
- 张惠妹 - A级娱乐世界巡回演唱会 - 2002年9月8日
- S.H.E - 移动城堡世界巡回演唱会 - 2006年10月21日
- 張学友 - 学友光年世界巡回演唱会 - 2007年5月27日
- 纵贯线 - 2009世界巡回演唱会 - 2009年10月24日
- 周华健 - 花的拼图中国巡回演唱会 - 2010年9月11日
- 李宇春 - Why Me 生日音乐会 - 2011年3月26日
- 刘德华 - Unforgettable中国巡回演唱会 - 2011年5月22日
- 張学友 - 1/2世纪世界巡回演唱会 - 2011年9月22日
- 王力宏 - MUSIC-MAN II 火力全开世界巡回演唱会 - 2012年5月11日
- 陈奕迅 - DUO世界巡回演唱会 - 2012年5月18日
- 张惠妹 - AMeiZING世界巡回演唱会 - 2012年10月27日
- 李宇春 - 疯狂世界巡回演唱会 - 2012年11月10日
- 周杰伦 - 魔天伦世界巡回演唱会 - 2013年6月29日
- 快乐男声全国巡回演唱会 - 2013年11月30日
- 林俊杰 - 时线Timeline世界巡回演唱会 - 2014年1月5日
- S.H.E - 2gether 4ever世界巡回演唱会 - 2014年5月31日
- 陈奕迅 - EASON's LIFE世界巡迴演唱會 - 2014年6月28日
- 汪峰 - 峰暴来临超级巡回演唱会 - 2014年10月18日
- 周杰伦 - 魔天伦2世界巡回演唱会 - 2015年5月9日
- 伍佰 - 无尽闪亮的摇滚全经典世界巡回演唱会 - 2015年5月23日
- 萧敬腾 - TRIPLE JAM世界巡回演唱会 - 2015年6月13日
- 莫文蔚 - 看看世界巡回演唱会 - 2015年11月7日
- 郑伊健、陈小春、谢天华、钱嘉乐、林晓峰 - 一起兄弟《岁月友情》全国巡回演唱会 - 2015年12月5日
- 刘若英 - 我敢世界巡回演唱会 - 2016年5月7日
- 李荣浩 - 有理想世界巡回演唱会 - 2016年9月24日
- 张杰 - 我想世界巡回演唱会 - 2016年11月19日
- 梁静茹 - 你的名字是爱情世界巡回演唱会 - 2017年3月11日
- 田馥甄 - 如果世界巡回演唱会PLUS - 2017年4月15日
- 朴树 - 好好地II中国巡回演唱会 - 2017年5月20日
- 邓紫棋 - G.E.M. Queen Of Hearts 世界巡回演唱会 - 2017年5月28日
- 谭咏麟 - 银河岁月40载世界巡回演唱会 - 2017年6月3日
- 薛之谦 - 我好像在哪儿见过你巡回演唱会 - 2017年6月24日
- 张惠妹 - 乌托邦世界巡城演唱会 - 2017年7月1-2日
- 李玟 - 18世界巡回演唱会 - 2017年9月9日
- 林忆莲 - Pranava造乐者世界巡回演唱会 - 2017年9月15日
- 罗志祥 - 疯狂世界CRAZY WORLD世界巡回演唱会 - 2017年12月3日
- 范瑋琪 - 在幸福的路上世界巡迴演唱會 - 2017年12月9日
- 周笔畅 - Not Typical巡回演唱会 - 2017年12月16日
- Twins - LOL世界巡回演唱会 - 2018年1月27日
- 杨宗纬 - 声声声声Vocal Plus世界巡回演唱会 - 2018年4月13日
- 林宥嘉 - IDOL世界巡回演唱会 - 2019年12月7日
- 李荣浩 - 年少有为世界巡回演唱会 - 2019年12月14日
- 王心凌 - 愛·心凌巡迴演唱會 - 2019年12月21日
- 薛之謙 - 天外來物巡迴演唱會 - 2023年6月3日、4日
- 王心凌 - Sugar High世界巡迴演唱會 - 2024年5月25日
- 張惠妹 - ASMR世界巡迴演唱會 - 2023年12月8-9日
- 陳楚生 - 陈楚生「棱」2024巡回演唱会 - 2024年3月30日
- 徐佳莹 - 变得有些奢侈的事巡回演唱会 - 2024年6月29日
- 周深 - 2024周深9.29Hz巡回演唱会 - 2024年7月27日
- 五月天 - 回到那一天25周年巡回演唱会 - 2024年9月6-8日、10-11日
- 莫文蔚 - 大秀一場 - 2024年11月9日

## 外部連結
- 武漢體育中心方網站 （页面存档备份，存于）

1. ↑  . 搜狐体育. 2007-04-21  [2007-04-21]. （原始内容存档于2022-03-05）.
2. ↑  . 武汉广播电视台. 2020-10-02  [2020-10-03]. （原始内容存档于2020-10-08）.